# Оздзелино
Оздзелино (трансліт.: Azdzielina; біл. Аздзеліна; рос. Азделино) — агромістечко в Гомельському районі Гомельської області Білорусі. Входить до складу Оздзелинської сільської ради.

## Географія

### Розташування
Агромістечко знаходиться за 40 км у напрямку на північний захід від Гомеля, за 10 км від залізничної станції Лазурна, за 8 км від дороги М5.

## Населення

### Чисельність
- 2004 — 176 господарств, 486 жителів.

## Відомі жителі
- В. М. Корнєєв — білоруський художник.